# Nậm Lùm
Nậm Lùm là một phụ lưu của Nậm So trong lưu vực sông Đà, chảy ở huyện Phong Thổ tỉnh Lai Châu, Việt Nam .
Nậm Lùm dài 27 km, diện tích lưu vực 211 km² 
Tên suối hình thành cùng với bản Nậm Lùm xã Bản Lang . Tuy nhiên nhiều người đọc chệch thành bản và suối Nậm Lung  hoặc Nậm Lùng.

## Dòng chảy
Nậm Lùm bắt nguồn từ các suối ở vùng núi trên biên giới Việt Trung 22°40′23″B 103°26′43″Đ / 22,67306°B 103,445323°Đ ở phía đông các xã Tung Qua Lìn và Dào San huyện Phong Thổ.
Suối chảy hướng tây nam, rồi chuyển hướng nam qua xã Khổng Lào, và ở bản Vàng Phao xã Mường So suối đổ vào Nậm So chảy từ phía đông đến.
Bên suối Nậm Lùm vùng xã Khổng Lào người Thái tổ chức hàng năm Lễ hội té nước cầu mưa .

## Chỉ dẫn
1. ↑  Trong tiếng Thái-Tày "Nậm" có nghĩa là nước, sông, suối.